# Куб (алгебра)

, при цілих значеннях на відрізку від 1 до 25

В арифметиці та алгебрі куб числа {\displaystyle n} є його третій степінь, тобто результат множення трьох однакових елементів {\displaystyle n}. Куб числа або будь-якого іншого математичного виразу позначається за допомогою верхнього індексу 3, наприклад, {\displaystyle 2^{3}=8} або {\displaystyle (x+1)^{3}}.
Позначення «³» (читається: в кубі або у третьому степені, при означеннях об'ємів  — вживається термін кубічних одиниць) — означає математичну операцію піднесення до степеня 3 та використовується при позначенні об'ємів таких як м³ (метр кубічний або кубометр) чи км³ (кілометр кубічний) тощо.
Куб числа типографічно може записуватись як окремий знак шрифту (³) або як цифра 3 у верхньому індексі (3). У документах HTML використовується код &#179; або &sup3;.
Також куб — число помножене на його квадрат:
{\displaystyle n^{3}=n\times n\times n=n\times n^{2}}.
Об'єм куба ― це куб довжини його сторони. Обернена операція, яка полягає у знаходженні числа, куб якого дорівнює {\displaystyle n}, називається кубічним коренем з числа {\displaystyle n} (позначається як {\displaystyle n^{\frac {1}{3}}}). Він визначає сторону куба заданого об'єму.

## Кубічна функція
Кубічна функція — це функція {\displaystyle x\rightarrow x^{3}} (часто позначається як {\displaystyle y=x^{3}}), яка відображає число у свій куб. Ця функція є непарною, оскільки
{\displaystyle -(n)^{3}=(-n)^{3}}.
Графік кубічної функції — кубічна парабола. Оскільки кубічна функція є непарною, то крива має центр симетрії у початку координат, але не має осі симетрії.

## Куби цілих чисел
Кубічне число, досконалий куб або просто куб — це число, яке є кубом цілого числа. Нижче наведено початок числової послідовності для кубів невід'ємних чисел (послідовність A000578 з Онлайн енциклопедії послідовностей цілих чисел, OEIS)
| 03 =  | 0    |       |      |       |        |       |        |       |         |       |         |
| 13 =  | 1    | 113 = | 1331 | 213 = | 9261   | 313 = | 29 791 | 413 = | 68 921  | 513 = | 132 651 |
| 23 =  | 8    | 123 = | 1728 | 223 = | 10 648 | 323 = | 32 768 | 423 = | 74 088  | 523 = | 140 608 |
| 3 =   | 27   | 133 = | 2197 | 233 = | 12 167 | 333 = | 35 937 | 433 = | 79 507  | 533 = | 148 877 |
| 43 =  | 64   | 143 = | 2744 | 243 = | 13 824 | 343 = | 39 304 | 443 = | 85 184  | 543 = | 157 464 |
| 53 =  | 125  | 153 = | 3375 | 253 = | 15 625 | 353 = | 42 875 | 453 = | 91 125  | 553 = | 166 375 |
| 63 =  | 216  | 163 = | 4096 | 263 = | 17 576 | 363 = | 46 656 | 463 = | 97 336  | 563 = | 175 616 |
| 73 =  | 343  | 173 = | 4913 | 273 = | 19 683 | 373 = | 50 653 | 473 = | 103 823 | 573 = | 185 193 |
| 83 =  | 512  | 183 = | 5832 | 283 = | 21 952 | 383 = | 54 872 | 483 = | 110 592 | 583 = | 195 112 |
| 93 =  | 729  | 193 = | 6859 | 293 = | 24 389 | 393 = | 59 319 | 493 = | 117 649 | 593 = | 205 379 |
| 103 = | 1000 | 203 = | 8000 | 303 = | 27 000 | 403 = | 64 000 | 503 = | 125 000 | 603 = | 216 000 |

З геометричної точки зору, натуральне число {\displaystyle m} — досконалий куб тоді і лише тоді, коли можна з {\displaystyle m} твердих одиничних кубів скласти більший, суцільний куб. Наприклад, з 27 маленьких кубиків можна скласти один більший, який має вигляд кубика Рубіка, оскільки {\displaystyle 3\times 3\times 3=27}.
Різницю між двома послідовними кубами цілих чисел можна представити у вигляді
{\displaystyle n^{3}-(n-1)^{3}=3(n-1)n+1}
або
{\displaystyle (n+1)^{3}-n^{3}=3(n+1)n+1}.
Не існує мінімального досконалого куба, оскільки куб від'ємного цілого числа від'ємний. Наприклад, {\displaystyle (-4)\times (-4)\times (-4)=-64}.
Сума кубів перших {\displaystyle n}додатних натуральних чисел обчислюється за формулою:
{\displaystyle \sum _{i=1}^{n}i^{3}=1^{3}+2^{3}+3^{3}+\cdots +n^{3}=\left({\frac {n(n+1)}{2}}\right)^{2}}.

### Доведення формули
Формулу суми кубів можна отримати, на основі таблиці множення і формули суми арифметичної прогресії. Розглядаючи як ілюстрацію методу дві таблиці множення {\displaystyle 5\times 5}, наведемо міркування для таблиць розміром {\displaystyle n\times n}.
| × | 1 | 2  | 3  | 4  | 5  |
| - | - | -- | -- | -- | -- |
| 1 | 1 | 2  | 3  | 4  | 5  |
| 2 | 2 | 4  | 6  | 8  | 10 |
| 3 | 3 | 6  | 9  | 12 | 15 |
| 4 | 4 | 8  | 12 | 16 | 20 |
| 5 | 5 | 10 | 15 | 20 | 25 |

| × | 1 | 2  | 3  | 4  | 5  |
| - | - | -- | -- | -- | -- |
| 1 | 1 | 2  | 3  | 4  | 5  |
| 2 | 2 | 4  | 6  | 8  | 10 |
| 3 | 3 | 6  | 9  | 12 | 15 |
| 4 | 4 | 8  | 12 | 16 | 20 |
| 5 | 5 | 10 | 15 | 20 | 25 |

Сума чисел у {\displaystyle k}-й (k = 1, 2, …) виділеній області першої таблиці:
{\displaystyle k^{2}+2k\sum _{l=1}^{k-1}l=k^{2}+2k{\frac {k(k-1)}{2}}=k^{3}}.
А сума чисел у {\displaystyle k}-ї {\displaystyle (k=1,2,\dots )} виділеної області другої таблиці, що є арифметичною прогресією:
{\displaystyle k\sum _{l=1}^{n}l=k{\frac {n(n+1)}{2}}}.
Провівши сумування по всіх виділених областях першої таблиці, отримаємо таке ж число, як і при сумуванні по всіх виділених областях другої таблиці:
{\displaystyle \sum _{k=1}^{n}k^{3}=\sum _{k=1}^{n}k{\frac {n(n+1)}{2}}={\frac {n(n+1)}{2}}\sum _{k=1}^{n}k=\left({\frac {n(n+1)}{2}}\right)^{2}}

## Десяткова система числення
На відміну від досконалих квадратів, досконалі куби мають велику кількість можливостей для останніх двох цифр. За виключенням кубів кратних 5 для яких лише 25, 75, 00 можуть бути останніми двома цифрами, у загальному випадку будь-яка пара цифр із останньою непарною цифрою може бути останніми цифрами досконалого куба. Для кубів парних чисел існує значне обмеження, оскільки лише 00, {\displaystyle {\rm {o}}2}, {\displaystyle {\rm {e}}4}, {\displaystyle {\rm {o}}6} та {\displaystyle {\rm {e}}8} можуть бути останніми двома цифрами досконалого куба (де {\displaystyle {\rm {o}}} означає будь-яку непарну цифру, а {\displaystyle {\rm {e}}} ― будь-яку парну цифру).
Деякі кубічні числа також є квадратними числами; наприклад, 64 є квадратним числом {\displaystyle (8\times 8)} і кубічним числом {\displaystyle (4\times 4\times 4)}. Це можливо тоді і лише тоді, коли число є досконалим шостого степеня (у даному випадку {\displaystyle 2^{6}}).
Останніми цифрами кожного 3-го степеня є
| 0 | 1 | 8 | 7 | 4 | 5 | 6 | 3 | 2 | 9 |  |

Однак, легко показати, що більшість чисел не є досконалими кубами, оскільки вони повинні мати цифровий корінь рівний 1, 8 або 9. Тобто їх значення за модулем 9 можуть бути лише {\displaystyle -1}, {\displaystyle 1} і {\displaystyle 0}. Більше того, цифровий корінь куба будь-якого числа може бути визначений остачею, яке число дає при діленні на 3:
- Якщо число кратне 3, то його куб має цифровий корінь 9; тобто,
якщо {\displaystyle x\equiv 0} {\displaystyle ({\rm {mod}}\ 3)}, то {\displaystyle x^{3}\equiv 0} {\displaystyle ({\rm {mod}}\ 9)} (фактично 0 {\displaystyle ({\rm {mod}}\ 27)}).
- Якщо число має остачу 1 при діленні на 3, то його куб має цифровий корінь 1; тобто
якщо {\displaystyle x\equiv 1} {\displaystyle ({\rm {mod}}\ 3)}, то {\displaystyle x^{3}\equiv 1} {\displaystyle ({\rm {mod}}\ 9)}.
- Якщо число має остачу 2 при діленні на 3, то його куб має цифровий корінь 8; тобто
якщо {\displaystyle x\equiv -1} {\displaystyle ({\rm {mod}}\ 3)}, то {\displaystyle x^{3}\equiv -1} {\displaystyle ({\rm {mod}}\ 9)}.

## Проблема Воринга
Будь-яке натуральне число можна записати як суму дев'яти (або менше) додатних кубів. Цю верхню межу з дев'яти кубів не можна зменшити, оскільки, наприклад, число 23 не можна записати як суму менше ніж дев'яти додатних кубів:
{\displaystyle 23=2^{3}+2^{3}+1^{3}+1^{3}+1^{3}+1^{3}+1^{3}+1^{3}+1^{3}}.

## Суми трьох кубів
Існує гіпотеза, що будь-яке ціле число (додатне чи від'ємне), яке не конгруентно {\displaystyle \pm 4} за модулем 9, можна записати як суму трьох (додатних чи від'ємних) кубів нескінченно багатьма способами. Наприклад, {\displaystyle 6=2^{3}+(-1)^{3}+(-1)^{3}}.
Цілі числа, конгруентні {\displaystyle \pm 4} за модулем 9, виключаються, оскільки їх не можна записати як суму трьох кубів.
Найменшим таким цілим числом, для якого така сума невідома, є 114.
У вересні 2019 року було виявлено, що попереднє найменше таке ціле число 42, для якого було невідоме представлення у вигляді суми 3 кубів, можна записати у вигляді:[неякісне джерело]
```

  

    

      

        
42

        
=

        
(

        
−

        
80538738812075974

        

          
)

          

            
3

          

        

        
+

        

          
80435758145817515

          

            
3

          

        

        
+

        

          
12602123297335631

          

            
3

          

        

        
.

      

    

    
{\displaystyle 42=(-80538738812075974)^{3}+80435758145817515^{3}+12602123297335631^{3}.}

  

```

По одному з розв'язків для {\displaystyle x^{3}+y^{3}+z^{3}=n} наведено в таблиці нижче для {\displaystyle n\leq 78}, і {\displaystyle n} не конгруентно 4 або 5 за модулем 9.
Вибраний розв'язок є примітивним {\displaystyle ({\text{НСД}}(x,y,z)=1)}, не вигляду {\displaystyle c^{3}+(-c)^{3}+n^{3}=n^{3}} або {\displaystyle (n+6nc^{3})^{3}+(n-6nc^{3})^{3}+(-6nc^{2})^{3}=2n^{3}} (оскільки вони мають нескінченні сім'ї розв'язків), задовольняє умові {\displaystyle 0\leq |x|\leq |y|\leq |z|}, та має мінімальні значення для {\displaystyle |z|} та {\displaystyle |y|} (протестовано в цьому порядку).
Вказано лише примітивні розв'язки, оскільки непримітивні можна тривіально отримати з розв'язків для менших значень {\displaystyle n}. Наприклад, для {\displaystyle n=24}: {\displaystyle 2^{3}+2^{3}+2^{3}=24} отримується з {\displaystyle 1^{3}+1^{3}+1^{3}=3} домноженням на {\displaystyle 8=2^{3}}. Отже, це інший розв'язок, ніж який вибрано. Так само для {\displaystyle n=48} виключається розв'язок {\displaystyle (x,y,z)=(-2,-2,4)}, і вказано розв'язок {\displaystyle (x,y,z)=(-23,-26,31)}.

## Остання теорема Ферма для кубів
Рівняння {\displaystyle x^{3}+y^{3}=z^{3}} не має нетривіальних (тобто {\displaystyle xyz\neq 0}) розв'язків у цілих числах. Насправді рівняння не має жодного розв'язку в цілих числах Ейзенштейна.
Обидва ці твердження також справедливі для рівняння {\displaystyle x^{3}+y^{3}=3z^{3}}.

## Сума першихn{\displaystyle n}кубів
Сума перших {\displaystyle n} кубів ― це {\displaystyle n}-е трикутне число у квадраті:
{\displaystyle 1^{3}+2^{3}+\dots +n^{3}=(1+2+\dots +n)^{2}=\left({\frac {n(n+1)}{2}}\right)^{2}}.
Доведення. Чарльз Вітстон(1854) навів особливо просте виведення, предсталяючи кожен куб у сумі як набір послідовних непарних чисел. Він починає з тотожності:
{\displaystyle n^{3}=\underbrace {\left(n^{2}-n+1\right)+\left(n^{2}-n+1+2\right)\%+\left(n^{2}-n+1+4\right)+\cdots +\left(n^{2}+n-1\right)} _{n{\text{ послідовних непарних чисел}}}.}
Ця тотожність пов'язана з трикутними числами {\displaystyle T_{n}} наступним чином:
{\displaystyle n^{3}=\sum _{k=T_{n-1}+1}^{T_{n}}(2k-1)}
і, отже, доданти, що утворюють {\displaystyle n^{3}}, починаються відразу після тих, що утворюють усі попередні значення {\displaystyle 1^{3}} аж до {\displaystyle (n-1)^{3}}. Використовуючи цю властивість разом із іншою добре відомою тотожністю
{\displaystyle n^{2}=\sum _{k=1}^{n}(2k-1)},
отримуємо
{\displaystyle {\begin{aligned}\sum _{k=1}^{n}k^{3}&=1+8+27+64+\cdots +n^{3}\\&=\underbrace {1} _{1^{3}}+\underbrace {3+5} _{2^{3}}+\underbrace {7+9+11} _{3^{3}}+\underbrace {13+15+17+19} _{4^{3}}+\cdots +\underbrace {\left(n^{2}-n+1\right)+\cdots +\left(n^{2}+n-1\right)} _{n^{3}}\\&=\underbrace {\underbrace {\underbrace {\underbrace {1} _{1^{2}}+3} _{2^{2}}+5} _{3^{2}}+\cdots +\left(n^{2}+n-1\right)} _{\left({\frac {n^{2}+n}{2}}\right)^{2}}\\&=(1+2+\cdots +n)^{2}\\&={\bigg (}\sum _{k=1}^{n}k{\bigg )}^{2}\end{aligned}}}
У більш новій математичній літературі Штейн (1971) використовує інтерпретацію цих чисел за допомогою підрахунку прямокутників для геометричного доведення тотожності (див. також (see also Бенджамін, Куінн і Вурц 2006); він зазначає, що це можна також легко (але малоінформативно) довести за допомогою індукції, і стверджує, що Тепліц (1963) навів «цікаве старе арабське доведення».
Канім (2004) представив суто візуальне доведення, Бенджамін і Оррісон (2002) навели два додаткових доведення, а Нельсен (1993) ― сім геометричних доведень.
Наприклад, сума перших 5 кубів ― це квадрат 5-го трикутного числа,
{\displaystyle 1^{3}+2^{3}+3^{3}+4^{3}+5^{3}=15^{2}}.
Подібний результат можна отримати для суми перших {\displaystyle y} непарних кубів,
{\displaystyle 1^{3}+3^{3}+\dots +(2y-1)^{3}=(xy)^{2}},
але {\displaystyle x}, {\displaystyle y} має задовольняти від'ємне рівняння Пелля {\displaystyle x^{2}-2y^{2}=-1}. Наприклад, якщо {\displaystyle y=5} і 29, то
{\displaystyle 1^{3}+3^{3}+\dots +9^{3}=(7\cdot 5)^{2}},
{\displaystyle 1^{3}+3^{3}+\dots +57^{3}=(41\cdot 29)^{2}},
і так далі. Крім того, будь-яке парне досконале число, крім найменшого, є сумою перших {\displaystyle 2^{\frac {p-1}{2}}} непарних кубів {\displaystyle (p=3,5,7,\ldots )}:
{\displaystyle 28=2^{2}\left(2^{3}-1\right)=1^{3}+3^{3},}
{\displaystyle 496=2^{4}\left(2^{5}-1\right)=1^{3}+3^{3}+5^{3}+7^{3},}
{\displaystyle 8128=2^{6}\left(2^{7}-1\right)=1^{3}+3^{3}+5^{3}+7^{3}+9^{3}+11^{3}+13^{3}+15^{3}.}

## Сума кубів чисел в арифметичній прогресії
Існують приклади кубів чисел в арифметичній прогресії, сума яких дорівнює кубу:
{\displaystyle 3^{3}+4^{3}+5^{3}=6^{3},}
{\displaystyle 11^{3}+12^{3}+13^{3}+14^{3}=20^{3},}
{\displaystyle 31^{3}+33^{3}+35^{3}+37^{3}+39^{3}+41^{3}=66^{3}.}
У першому прикладі число {\displaystyle 6^{3}} іноді називають загадковим числом Платона.
Формула {\displaystyle F} для знаходження суми {\displaystyle n} кубів чисел в арифметичній прогресії із різницею {\displaystyle d} та початковим кубом {\displaystyle a^{3}},
{\displaystyle F(d,a,n)=a^{3}+(a+d)^{3}+(a+2d)^{3}+\cdots +(a+dn-d)^{3},}
має вигляд
{\displaystyle F(d,a,n)=\left({\frac {n}{4}}\right)\left(2a-d+dn\right)\left(2a^{2}-2ad+2adn-d^{2}n+d^{2}n^{2}\right).}
Параметричний розв'язок для рівняння
{\displaystyle F(d,a,n)=y^{3}}
відомий для частинного випадку {\displaystyle d=1} або послідовних кубів, але відомі лише окремі розв'язки для цілих чисел {\displaystyle d>1}, такі як {\displaystyle d=2,3,5,7,11,13,37,39} тощо.

## Куби як суми послідовних непарних натуральних чисел
У послідовності непарних натуральних чисел 1, 3, 5, 7, 9, 11, 13, 15, 17, 19, {\displaystyle \dots }, перше є кубом {\displaystyle (1=1^{3})}; сума наступних двох ― це наступний куб {\displaystyle (3+5=2^{3})}; сума наступних трьох ― це наступний куб {\displaystyle (7+9+11=3^{3})}; і так далі.

## Для раціональних чисел
Будь-яке додатне раціональне число є сумою трьох додатних раціональних кубів, і існують раціональні числа, які не є сумою двох раціональних кубів.

## Для дійсних чисел, інших полів та кілець
Для дійсних чисел функція куба зберігає порядок: більші числа мають більші куби.
Іншими словами, куби (строго) монотонно зростають.
Крім того, область значень кубічної функції ― це вся дійсна пряма: функція {\displaystyle x\mapsto x^{3}\colon \mathbb {R} \rightarrow \mathbb {R} } є сюр'єкцією (приймає всі можливі значення).
Лише три числа дорівнюють власним кубам: {\displaystyle -1}, 0 та 1.
Якщо {\displaystyle -1<x<0} або {\displaystyle 1<x}, то {\displaystyle x^{3}>x}.
Якщо {\displaystyle x<-1} або {\displaystyle 0<x<1}, то {\displaystyle x^{3}<x}.
Всі вищезазначені властивості стосуються також будь-якого вищого непарного степеня {\displaystyle (x^{5},x^{7},\dots )} дійсних чисел.
Рівності та нерівності також справедливі для будь-якого впорядкованого кільця.
Об'єми подібних евклідових тіл відносяться як куби їх лінійних розмірів.
Для комплексних чисел куб суто уявного числа також є суто уявним. Наприклад, {\displaystyle i^{3}=-i}.
Похідна від {\displaystyle x^{3}} дорівнює {\displaystyle 3x^{2}}.
Куби іноді мають сюр'єктивну властивість у випадку інших полів, наприклад у випадку {\displaystyle \mathbb {F} _{p}} для такого простого {\displaystyle p}, що {\displaystyle p\neq 1} {\displaystyle ({\rm {mod}}\ 3)}, але не обов'язково: див. контрприклад із раціональними числами вище. Крім того, у {\displaystyle \mathbb {F} _{7}} лише три елементи {\displaystyle 0}, {\displaystyle \pm 1} ― це досконалі куби, з семи. {\displaystyle -1}, {\displaystyle 1} і {\displaystyle 0} ― завжди досконалі куби та єдині елементи поля, що дорівнюють власним кубам:
{\displaystyle x^{3}-x={x(x-1)\cdot (x+1)}}

## Історія
Визначення кубів великих чисел було дуже поширеним у багатьох древніх цивілізаціях. Месопотамські математики створили клинописні таблички з таблицями для обчислення кубів та коренів кубів до старовавилонського періоду (20—16 століття до н. е.). Кубічні рівняння були відомі давньогрецькому математику Діофанту. Герон розробив метод обчислення кубічних коренів у I ст. н. е. Методи розв'язання кубічних рівнянь та обчислення кубічних коренів представлені в «Дев'яти розділах з математичного мистецтва», китайському математичному тексті, складеному приблизно у II ст. до н. е. та прокоментованому Лю Хуеєм у III ст. н. e.

## Деякі властивості
- У десятковому записі куб числа може закінчуватися на будь-яку цифру (на відміну від квадрата).
- У десятковій системі двома останніми цифрами куба числа можуть бути 00, 01, 03, 04, 07, 08, 09, 11, 12, 13, 16, 17, 19, 21, 23, 24, 25, 27, 28, 29, 31, 32, 33, 36, 37, 39, 41, 43, 44, 47, 48, 49, 51, 52, 53, 56, 57, 59, 61, 63, 64, 67, 68, 69, 71, 72, 73, 75, 76, 77, 79, 81, 83, 84, 87, 88, 89, 91, 92, 93, 96, 97, 99. Залежність передостанньої цифри куба від останньої можна подати у вигляді наступної таблиці:

| Остання цифра | Передостання цифра |
| ------------- | ------------------ |
| 0             | 0                  |
| 5             | 2, 7               |
| 4, 8          | парна              |
| 2, 6          | непарна            |
| 1, 3, 7, 9    | будь-яка           |